# Pedro Montalbán Kroebel
Pedro Montalbán Kroebel es un dramaturgo español. 

## Biografía
Pedro Montalbán Kroebel nació en São Paulo (Brasil) el 3 de enero de 1961.
Su primer texto teatral (Amor de Madre) se publica en 2002. Ha colaborado con diversas compañías teatrales, tanto privadas como públicas, habiendo obtenido diversos galardones. De Montalbán Kroebel se ha dicho, en diferentes artículos y textos, que es «un escritor de oficio» (Diago, N.), «un dramaturgo racional y vibrante» (Budia, M.), que tiene «una identidad muy personal y se caracteriza por la constante reivindicación de un lenguaje autónomo» (Espejo, A.), que «su pluma destaca por su sensibilidad poética» (Papamichail, M.), que «sobresale la fuerza y viveza del lenguaje» (Vallinés, E.) y que «es uno de los dramaturgos que con mayor perseverancia y firmeza ha cultivado la experimentación en sus obras dramáticas dentro del panorama español de principios del XXI» (Ed. Invasoras).

## Obras teatrales
Pedro Montalbán Kroebel es el autor de los siguientes textos teatrales, todos ellos publicados y/o estrenados:
- Amor de madre (2002).[11]
- Darío Fo ¿Alcalde? (2004).[12][13][14]
- La fascinación de Gil-Albert (2004).[15]
- Paso a dos (2006).[16][17]
- El último vuelo (2007).[18][19]
- Cuenta atrás (en colaboración con Antonio Cremades) (2007).[20]
- Podían saltar en el espacio (2008).[21]
- Perspectivas para un cuadro, Premio Alejandro Casona (en colaboración con Antonio Cremades) (2008).[22]
- Pájaros azules, Premio Jesús Domínguez (en colaboración con Jerónimo Cornelles) (2010).[23][24]
- En esta crisis no saltaremos por la ventana (2010).[3][25][26][27][28]
- Larga noche de silencio, Premio Enrique Llovet (2010).[29][30][31]
- A cara o cruz, Premi Lluís Solà i Sala (2018).[32]
- Un inocente decir sí, Mención especial II Premio Internacional de Dramaturgia Invasora (2018).[33]
- Lamento de Jean Nicot (en colaboración con Antonio Cremades) (2018)[34]
- Nunca he tenido mejor foto que la de las Azores (2021).[35]
- Retrat de Juan Piqueras realitzat per Josep Renau, Premi Octubre Pere Capellà (en colaboración con Antonio Cremades) (2021)[36]

### Piezas breves
Es autor también de las piezas breves: Armagedón, Cartografía Teórica de la Pornografía, Drama Virtual,

Dúo,

Die Tabak Werke,

En el lavabo de un juzgado,
En la cámara,

Hoy por ti y mañana por mí,
Kalderón y Kalderón 2.0,

La sopera, Lili Elbe, Mercurio,
Nada que hacer,
Seis Personajes Seis,
Sin Titubeos,
Son palabras encontradas al azar,

Sonata para violín solo,
Soy Puta,
y Tengo.
Todos sus textos breves han sido estrenados y/o publicados (la mayor parte en los libros El Último Vuelo y otras piezas (2003-2008)
 y Textos Bizarros.

### Versiones
Montalbán Kroebel también ha realizado versiones de Las Variaciones Goldberg (George Tabori), Fausto (Johann Wolfgang von Goethe), El Mercader Amante (Gaspar Aguilar), C'est La Vie (Gregg Opelka) y Las tetas de Tiresias (Guillaume Apollinaire).

## Publicaciones
Ha publicado las siguientes obras:
- Amor de madre (2002).[11]
- Darío Fo ¿Alcalde? (2004, 2008, 2010).[12][74][75]
- La fascinación de Gil-Albert (2006).[76][77]
- El último vuelo (2008.).[18][19]
- Podían saltar en el espacio (2008).[78]
- Cuenta atrás (2008).[79]
- Pájaros azules (2010).[80]
- En esta crisis no saltaremos por la ventana (2011).[81]
- Larga noche de silencio (2011).[82]
- Perspectivas para un cuadro (2011).[83][84]
- Faust. Versión del Fausto de Johann Wolfgang von Goethe (2018).[85]
- Las tetas de Tiresias. Versión de Las tetas de Tiresias de Guillaume Apollinaire (2018).[73].
- A cara o cruz (2019, 2020).[86][87]
- Un inocente decir sí (2019).[88]
- Nunca he tenido mejor foto que la de las Azores (2021).[35]
- Lamento de Jean Nicot (2022)[89]
- Retrat de Juan Piqueras realitzat per Josep Renau (2022)[90][91]

## Premios y Representaciones
En 2022 obtuvo el Premi Pere Capellà de Teatro (Premi Octubre). En 2018 obtuvo el Premio Lluís Solà i Sala, fue galardonado en el IV Certamen Francisco Nieva y recibió una Mención Especial en el II Premio Internacional Dramaturgia Invasora. Anteriormente obtuvo el Premio de Teatro Enrique Llovet en 2010, el Premio de Textos Teatrales Jesús Domínguez en 2010, el Premio Alejandro Casona en 2008 y el Premio de Literatura de la Fundación Carolina Torres Palero en 2007 por el conjunto de su obra teatral.
Su teatro ha sido representado en España, EE. UU., Italia y Grecia. Sus obras se han publicado en español, catalán, gallego, inglés, italiano y griego.